# سان أنطونيو دي بالي
سان أنطونيو دي بالي هي بلدة وعاصمة أنوبون في غينيا الاستوائية.